# Абдулло Тангрієв
Абдулло Тангрієв  (узб. Abdullo Tangriyev, 28 березня 1981) — узбецький дзюдоїст, олімпійський медаліст.

## Виступи на Олімпіадах
| Олімпіада   | Дисципліна      | Місце |
| ----------- | --------------- | ----- |
| Сідней 2000 | важка категорія | AC    |
| Афіни 2004  | важка категорія | AC    |
| Пекін 2008  | важка категорія | 2     |
| Ріо 2016    | важка категорія | 5     |